# Vakunajka
Vakunajka (rusky Вакунайка) je řeka v Irkutské oblasti v Rusku. Je 362 km dlouhá. Povodí má rozlohu 10 100 km².

## Průběh toku
Protéká střední částí Středosibiřské planiny. Ústí zprava do Čony (povodí Viljuje).

## Vodní stav
Zdrojem vody jsou sněhové a dešťové srážky. Významným přítokem zprava je Killemtine.